# NGC 3260
NGC 3260 je eliptična galaktika u zviježđu Zračnoj pumpi.

## Vanjske poveznice
- (eng.) SEDS: NGC 3260
- (eng.) Revidirani Novi opći katalog
- (eng.) Izvangalaktička baza podataka NASA-e i IPAC-a
- (eng.) Astronomska baza podataka SIMBAD
- (eng.) VizieR